# 多奇河
多奇河（烏克蘭語：Доч），是烏克蘭的河流，位於該國北部，屬於傑斯納河的左支流，發源自米特琴基，流經切爾尼戈夫州，河道全長58公里，流域面積1,407平方公里。